# Flyvefolket
Flyvefolket er en elverstamme, som optræder i tegneserien Elverfolket, skabt af Wendy og Richard Pini.
Flyvefolket var en gruppe elvere – nogle af dem børn af De Høje – med stærke magiske kræfter. Deres leder, Voll, ønskede et sikkert hjem, og derfor skabte deres stenformere et hjem i Det Blå Bjerg, formet efter Paladset. Efter at Volls elsker og betroede, Vindpust, dannede De Udvalgte Otte – en gruppe jægere, som red på de store høge ved Det Blå Bjerg – forlod ingen udover jægerne bjerget.
De behandlede mennesker som ethvert andet bytte, indtil en menneske-shaman fandt vej til toppen af Det Blå Bjerg og sang og talte til dem. Derefter gik Flyvefolket med til at lade være med at jage mennesker, til gengæld for ofre og tilbedelse. 
Således afskåret fra nye impulser, vendte Flyvefolkets kultur sig indad. De skabte fantastiske kunstværker, så som Det Store Æg, som fortalte elvernes historie. I årtusinder blev der ikke født nogen børn. Nogle af stenformerne blev bragt i permanent trance og lavede ikke andet end at opretholde en bestemt funktion. Vindpust manipulerede Voll, så hans planer om at forlade Det Blå Bjerg aldrig medførte noget. 
Han begyndte at tro, elverne var dømt til at blive glemt, og at der aldrig mere ville blive født nogen børn. Kun Ulverytternes ankomst sammen med deres børn og Spinderne, vækkede ham. Han var derefter fast besluttet på at vende tilbage til Paladset så hurtigt som muligt – men han blev dræbt før han fandt det, og det gjorde Vindpust til Flyvefolkets nye leder. 
Hun bragte hele Flyvefolket – undtagen De Udvalgte Otte – i en dyb søvn og forsøgte at bruge deres magiske kræfter på at gendanne Det Blå Bjerg til et rumfartøj, så hun kunne forlade Verdenen med de To Måner. Denne plan blev forhindret af Ulverytterne. Det allerede forvandlede Blå Bjerg styrtede sammen, og næsten hele Flyvefolket blev tilintetgjort – Flyvefolket eksisterer således ikke længere som folk eller stamme. 

## Figurer fra Flyvefolket
Voll: Mand, afdød; Vindpusts elsker. Han påstår at være barn af De Høje, muligvis Deir og Gibra, som fik en søn ved navn Vol. 
Vindpust: Kvinde, afdød men stadig aktiv; Elsker med Voll og Rayek, mor til Tveæg. Hun var en helbreder, men efter at Flyvefolket trak sig tilbage til Det Blå Bjerg, var der ikke brug for hendes evner, og de satte sig som en byld på hende. Hun kontrollered De Udvalgte Otte, og i hemmelighed resten af Flyvefolket. Da Ulverytternes ankomst truede med at føre hendes stamme tilbage til verden udenfor, forsøgte hun at forhindre dette. Senere prøvede hun at udslette Ulverytterne. Hun brugte omkring 10.000 år på at skabe monstre og lege med mennesker i Det Nye Land. 
Paladset blev tilintetgjort, da hun prøvede at erobre det; lige før det kunne blive gendannet, lod hun sig dræbe, så hendes sjæl kunne blive fri. Men den blev imidlertid fanget af Rayek. Vindpust er for tiden ved at få mere kontrol over sin magi, men de to elvere ligger i konstant krig. 
Aurora: Kvinde, i live. Tydes elsker. Aurora var en af De Udvalgte Otte. Selv efter at hun var blevet forelsket i Tyde og ønskede at være fri, forblev hun loyal mod Vindpust og forlod ikke Flyvefolket, før hun kidnappede Flyvling, Tyldaks søn, som hun overdrog til Vindpust i bytte for sig selv. Senere slog hun sig ned hos Ulverytterne og blev et respekteret medlem og lærer hos stammen. Efter Paladsets gendannelse fulgte hun med Venka. 
Tyldak: Mand, i live; Kahvis elsker. Genkendte Ulverytteren Morgendug, far til Flyvling. Tyldak var så glad for at flyve, at han bad Vindpust omforme sin krop til at have vinger i stedet for arme, så han rigtigt kunne flyve. Han var meget loyal mod Vindpust, dels fordi han følte, at han var i gæld til hende. Senere forrådte hun ham og bandt ham til Volls trone, så han aldrig igen kunne flyve. Han blev befriet af Tveæg, da Det Blå Bjerg styrtede sammen. 
Aurek: Tidligere kendt som Æg; mand, i live. Han var en af de stenformere, der var i permanent trance og kun levede for at opfylde deres formål. Hans formål var at forme Det Store Æg, et svævende sten-æg, der i billeder viste elvernes historie – dette kunne kun lade sig gøre, fordi han kendte til historien. Efter Volls død så han en vision af Timmain, der bad ham huske, og begyndte at vække ham. Han overlevede Det Blå Bjergs fald med Tveægs hjælp, og byggede et ydmygt hjem i ruinerne. Han skabte en mindre version af Det Store Æg, som Kahvi stjal, efter at Aurek havde fortalt hende om hendes fortid og De Hjemvendtes oprindelse. 
Han blev senere Jinks lærer. 
Kureel: Mand, afdød. Han var en af De Udvalgte Otte, loyal mod Vindpust, og meget fjendtligt indstillet mod Ulverytterne, fordi disse dræbte en ung høg, der skulle have været hans jagtfugl. Efter Det Blå Bjergs fald, forsøgte han at dræbe Lillepil og mennesket Geoki, og blev til gengæld dræbt af Bue. Bue ledte efter Kureels sjæl i Paladset for at bede om tilgivelse, hvilket Kureel gav ham med det samme. 
Dørvogteren: Mand, afdød; genkendte Dodia, far til No-Name. Han formede Vindpusts hemmelige kamre, og blev bragt i permanent trance efter at han nær havde ladt Tveægs far undslippe. Han forblev loyal mod Vindpust og prøvede at holde kamrene hemmelige selv mens Det Blå Bjerg styrtede sammen, men Ilder tvang ham til at skabe en udgang. 
Menneskene tog ham med på deres søgen efter et nyt hjem, og tilbad ham som en gud. Men han vågnede først efter adskillige årtusinder. Han lokkede Flyvling og nogle af Ulvehunderytterne til Den Stedsegrønne Skov, hvor han forsøgte at få Flyvling over på sin side for at få hjælp til at gendanne Flyvefolket og herske over menneskene. Han genkendte Dodia, men hun dræbte ham, før deres barn blev født. 

## Andre
Reevol: Mand, afdød. En af De Udvalgte Otte. Han førte Morgendug ud af Det Blå Bjerg, da Ulverytterne ønskede at udveksle hende og Flyvling med Spinderne. De andre Udvalgte var Eresir, Talno, Oroleed, Hoykar (alle mænd og afdøde, og Yeyeen (kvinde, afdød).
Dørvogtersken: Kvinde, afdød. En stenformer i permanent trance, der vogtede indgangen til Det Blå Bjerg.
Stenbøder: Mand, afdød, En stenformer i permanent trance, der forhindrede en sektion af bjerget i at styrte sammen. 
Der eksisterede mange andre flyvere, men de er aldrig blevet navngivet. 
Tveæg: Mandlig halvtrold, i live. Han blev født og opfostret i Det Blå Bjerg, hjalp med at bygge Vindpusts magiske kamre og måtte komme og gå som han ville, men han tilhørte aldrig rigtigt Flyvefolket.
Flyvling: Mand, i live. Søn af Tyldak og Ulverytteren Morgendug. Han har sin fars evne til at flyve, og ligner Tyldak, før Vindpust forvandlede ham. Han voksede op i Sollandsbyen, og blev elsker med Savahs tjener, Ahdri. 
No-Name: Mand, i live. Søn af Dørvogteren og Dodia. Han blev opfostret af sin psykotiske mor i en grotte, da hun var overbevist om, at han var udsat for stor fare fra den afdøde Dørvogters sjæl. Senere flygtede No-Name sammen med Chot fra De Hjemvendte, og Jethel fra Sollandsbyen.